# Mertensophryne anotis
Mertensophryne anotis és una espècie d'amfibi que viu a Moçambic i Zimbàbue.
Està amenaçada d'extinció per la pèrdua del seu hàbitat natural.